# Metzgerkreuz bei Rednitzhembach

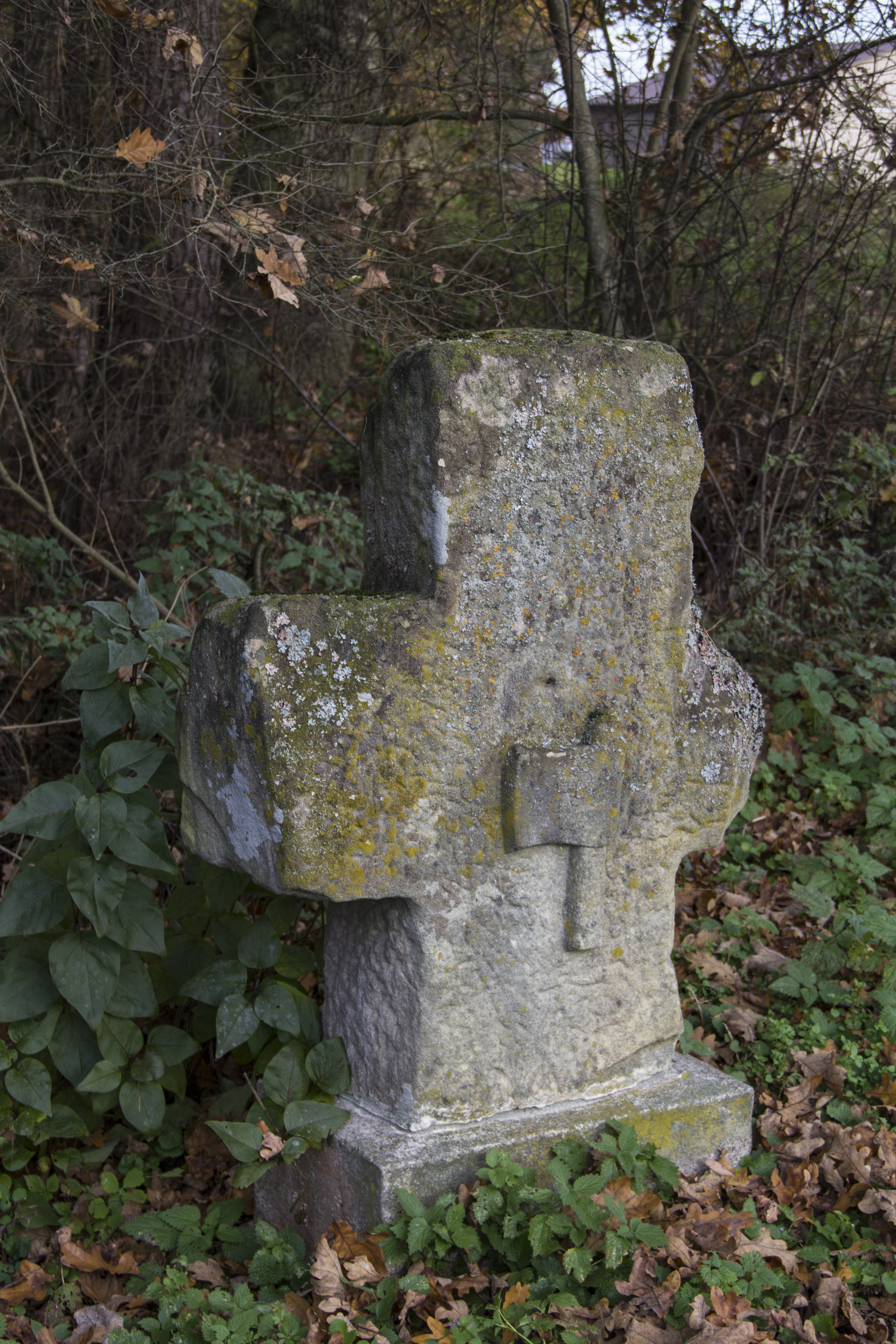
Metzgerkreuz bei Rednitzhembach

Das Metzgerkreuz bei Rednitzhembach ist ein historisches Steinkreuz bei Rednitzhembach im mittelfränkischen Landkreis Roth in Bayern.

## Beschreibung

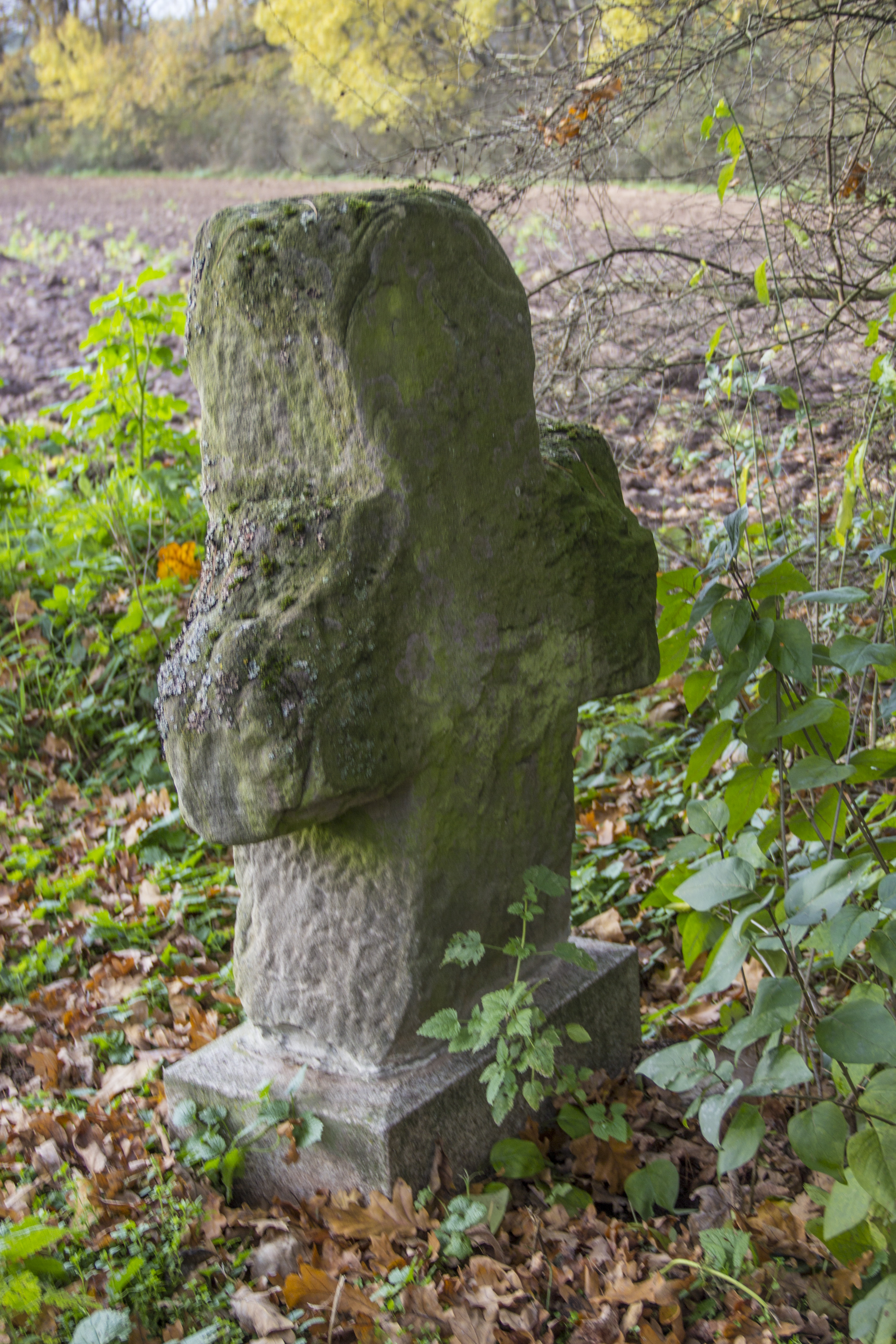
Rückseite des Metzgerkreuzes

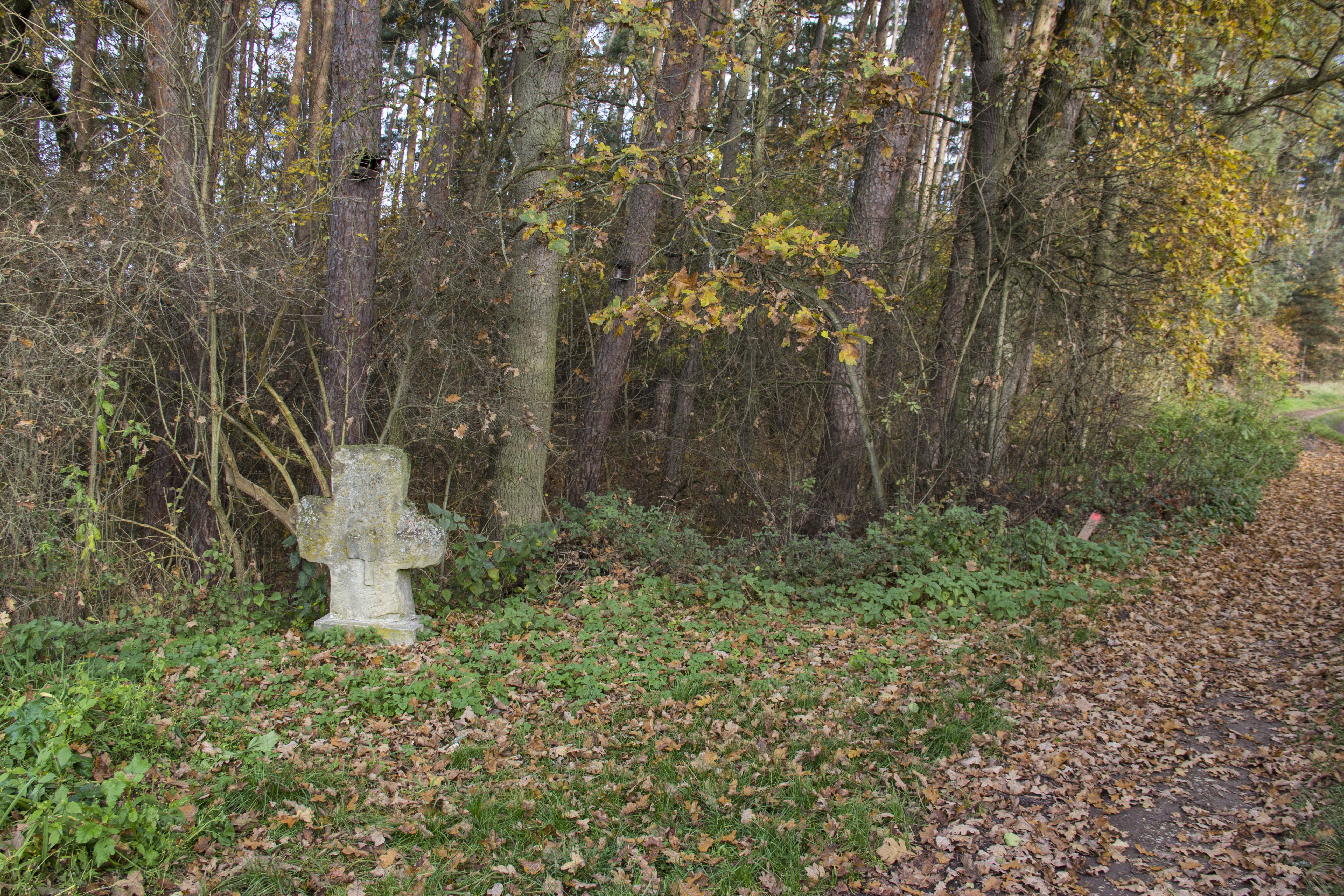
Blick auf den Standort

Das Sühnekreuz steht etwa 850 Meter südwestlich der Gemeinde Rednitzhembach. Es befindet sich dort zwischen der Staatsstraße St2404 und dem Talgrund der Rednitz. Es steht dort westlich einer Forststraße direkt am Waldrand. Das Kleindenkmal steht auf einem neuzeitlichen Sockel, besteht aus Sandstein, hat Bearbeitungsspuren und ist mäßig stark verwittert. Es hat die Abmessungen 99 × 87 × 30 cm. Der rechte Arm ist durch Abschläge abgerundet. Im Kreuzungsfeld befindet sich ein modernes Fleischerbeil, welches erst bei der Restaurierung im Jahr 1992 ergänzt wurde.
Das Kreuz stammt ursprünglich wohl aus dem 15. Jahrhundert. Laut Schwabacher Schulbücher wurde das Kreuz 1945 durch einen Gewehrschuss beschädigt. Vor der Restaurierung stand das Kreuz sehr schief. 1992/93 wurde es (über)restauriert und dabei auf den heutigen Sockel gestellt.

## Sagen
Sage 1: Es soll hier im Mittelalter zu einem Mordfall gekommen sein, bei dem ein Metzger, der Steinhauer im nahen Steinbruch mit Lebensmitteln versorgte, ausgeraubt und getötet wurde.
Sage 2: Im 15. Jahrhundert gerieten hier zwei Metzgerburschen in Streit und verstarben beide an diesem Ort.